# دينيس باندا
دينيس باندا (بالإنجليزية: Dennis Banda)‏ (10 ديسمبر 1988 زامبيا - ) هو لاعب كرة قدم زامبي، يلعب كمدافع، شارك في كأس الأمم الأفريقية 2010.

## روابط خارجية
- دينيس باندا على موقع قاعدة بيانات كرة القدم.إي يو (الإنجليزية)
- دينيس باندا على موقع ناشيونال فوتبول تيمز (الإنجليزية)